# يوشي أكيبا
يوشي أكيبا (باليابانية: 秋葉 勇志) (31 أكتوبر 1985 في نيريما في اليابان – )؛ هو لاعب كرة قدم سابق كان يلعب كلاعب وسط.

## وصلات خارجية
- يوشي أكيبا على موقع قاعدة بيانات كرة القدم.إي يو (الإنجليزية)
- يوشي أكيبا على موقع Soccerway.com (الإنجليزية)